# Икечукву Езенва
Икечукву Винсент Езенва (Јенагоа, 16. октобар 1988) је нигеријски професионални фудбалер који игра на позицији голмана за Катсина јунајтед и репрезентацију Нигерије.

## Клупска каријера
Професионалну каријеру започео је у ФК Океан бојс, пре него што је прешао у ФК Хетленд у јулу 2008. године. У периоду од 2016. до 2017. годинеиграо је за ФК Ифени убах, од 2017. Каријеру је затим наставио у ФК Ењимба Интернационал.

## Репрезентативна каријера
Био је члан фудбалске репрезентације Нигерије до 23 године на Летњим олимпијским играма 2008. године. Од стране сениорске селекције Нигерије добио је позив 2015. године. Због повреде првог голмана селекције Нигерије, позван је да игра утакмице за репрезентацију.
У мају 2018. године изабран је у састав тима селекције Нигерије за Светско првенство у фудбалу 2018. одржано у Русији.

## Статистика каријере

### Репрезентација
До 22. јуна 2018.
| Нигерија | Нигерија | Нигерија |
| Год      | Ута      | Гол      |
| -------- | -------- | -------- |
| 2015     | 3        | 0        |
| 2016     | 3        | 0        |
| 2017     | 6        | 0        |
| 2018     | 5        | 0        |
| Укупно   | 17       | 0        |